# Lars Berne
Lars Otto Berne, född 7 oktober 1949 i Hudiksvall, är en svensk guldsmed.
Berne studerade vid Stenebyskolan 1973, Lärlingsskolan i Strålsnäs 1973-1975. Efter studierna anställdes han av Jarl Sandin i Göteborg där han var verksam fram till att han sökte in på Guldsmedshøjskolen i Köpenhamn 1979-1981. Bland hans offentliga arbeten märks en dopkanna i silver till Tveta kyrka, Altarkors i Silver och Säffle kommuns förtjänstmedalj.
I samarbete med Herrgårdsgymnasiet i Säffle bedriver han lärlingsutbildning i silversmide. Han har medverkat i samlingsutställningar på Värmlands museum.